# Marjan Fekonja
Marjan Fekonja, slovenski pravnik, obramboslovec in politik * 1947, Maribor.
Marjan Fekonja se je rodil leta 1947 v Mariboru, kjer je tudi diplomiral na takratni Višji pravni šoli, danes Pravni fakulteti. Na Fakulteti za politične vede v Zagrebu je pridobil naziv profesorja obrambe in zaščite, na isti fakulteti pa je kasneje tudi magistriral s področja splošne obrambe.
Sprva se je zaposlil v Metalni Maribor, kasneje v Dravskih elektrarnah Maribor in Pokrajinskem štabu Teritorialne obrambe. Od leta 1990 dalje pa je bil zaposlen na Ministrstvu za obrambo, kjer je opravljal različne naloge. Med 15. oktobrom 2007 in 21. oktobrom 2008 je bil državni sekretar Republike Slovenije v Kabinetu predsednika Vlade Republike Slovenije.
Kot pripadnik Teritorialne obrambe Republike Slovenije je v okviru priprav na slovensko osamosvojitev leta 1990 organiziral in vodil Manevrsko strukturo narodne zaščite Vzhodno-Štajerske pokrajine, leta 1991 pa je bil član koordinacijske skupine, ki je vodila priprave na obrambo in nato osamosvojitveno vojno. V času službovanja na Ministrstvu za obrambo je prejel številna priznanja, leta 2005 pa je bil odlikovan s srebrnim častnim znakom svobode Republike Slovenije.